# Sanacja przedsiębiorstwa
Sanacja przedsiębiorstwa – proces związany z uzdrawianiem przedsiębiorstwa. 
Nazwa pochodzi od łacińskiego słowa sanatio oznaczającego uzdrowienie.

## Opis
Sanacja ma na celu rewitalizację przedsiębiorstwa działającego w skrajnych, a czasem nawet ekstremalnych warunkach gospodarczych. Skuteczna sanacja doprowadza do samofinansowania się przedsiębiorstwa, czyli wyłącznej odpowiedzialności przedsiębiorstwa za jego wynik finansowy. Polega na gromadzeniu środków finansowych w długim okresie, tak aby wystarczały na wydatki związane z inwestycjami we wszystkich okresach działania przedsiębiorstwa. 
Proces ten, szeroko rozumiany oznacza, że za pomocą wszelakich środków zarówno ekonomicznych jak i prawnych, przedsiębiorstwo powróci do początkowej swojej fazy, dzięki czemu będzie mogło funkcjonować jak na początku swojego istnienia. Możliwe jest także udoskonalenie przedsiębiorstwa poprzez głębszy proces restrukturyzacji mający na celu zwiększenie efektywności. 
Możliwa jest tylko częściowa sanacja np. źle funkcjonujących działów (części) przedsiębiorstwa.